# Дитиодихлорид
Дитиодихлори́д (дихлорид дисеры, дихлордисульфан) — бинарное неорганическое соединение хлора и серы с формулой S2Cl2, может рассматриваться как хлорпроизводное дисульфана (HS)2. При нормальных условиях — прозрачная маслянистая жидкость желтовато-оранжевого цвета, несильно дымящая на воздухе с резким удушливым запахом, напоминающим запах жженной резины и хвойного эфирного масла. Хорошо растворим в диэтиловом эфире, бензоле, этаноле. Гидролизуется водой.

## Синтез и реакционная способность
Дитиодихлорид получают хлорированием расплавленной серы:
{\displaystyle {\mathsf {2S+Cl_{2}\rightarrow S_{2}Cl_{2}}}}
в качестве побочного продукта при хлорировании при избытке хлора также образуется дихлорид серы:
{\displaystyle {\mathsf {S_{2}Cl_{2}+Cl_{2}\rightarrow 2SCl_{2}}}}
Сырой дитиодихлорид может быть окрашен в жёлтый цвет растворённой серой либо в красный — примесью дихлорида серы.
Дитиодихлорид также является побочным продуктом в первой стадии синтеза тиофосгена хлорированием сероуглерода:
{\displaystyle {\mathsf {2CS_{2}+5Cl_{2}\rightarrow 2CCl_{3}SCl+S_{2}Cl_{2}}}}
Атомы серы дитиодихлорида являются электрофильными центрами и для него характерны реакции нуклеофильного замещения хлора.
Дитиодихлорид медленно гидролизуется водой с образованием хлороводорода, диоксида серы и сероводорода, которые реагируют in situ с образованием сначала тиосернистой кислоты и затем при взаимодействии тиосернистой кислоты с диоксидом серы — нестабильных политионовых кислот:
{\displaystyle {\mathsf {S_{2}Cl_{2}+2H_{2}O\rightarrow H_{2}S+SO_{2}+2HCl}}}
{\displaystyle {\mathsf {H_{2}S+SO_{2}\rightarrow H_{2}S_{2}O_{2}}}}
{\displaystyle {\mathsf {H_{2}S_{2}O_{2}+2SO_{2}\rightarrow H_{2}S_{4}O_{6}}}}
При взаимодействии с аммиаком или хлоридом аммония дитиодихлорид образует тетранитрид тетрасеры каркасной структуры:
{\displaystyle {\mathsf {16NH_{3}+6S_{2}Cl_{2}\rightarrow S_{4}N_{4}+12NH_{4}Cl+S_{8}}}}
{\displaystyle {\mathsf {4NH_{4}Cl+6S_{2}Cl_{2}\rightarrow S_{4}N_{4}+16HCl+S_{8}}}}
Взаимодействие дитиодихлорида со вторичными аминами при низких температурах ведет к образованию N,N-дитио-бис-аминов:
{\displaystyle {\mathsf {S_{2}Cl_{2}+2R_{2}NH\rightarrow R_{2}NSSNR_{2}+2HCl}}}
Реакции с аминами зачастую осложняются внутримолекулярной циклизацией с участием второго атома серы.
Дитиодихлорид присоединяется к алкенам и алкинам, образуя с хорошим выходом симметричные α-хлоралкилдисульфиды:
{\displaystyle {\mathsf {2CH_{3}{\text{-}}CH{\text{=}}CH{\text{-}}CH_{3}+S_{2}Cl_{2}\rightarrow CH_{3}{\text{-}}CHCl{\text{-}}CH(CH_{3}){\text{-}}S{\text{-}}S{\text{-}}CH(CH_{3}){\text{-}}CHCl{\text{-}}CH_{3}}}}
С активированными ароматическими и гетероароматическими соединениями идёт реакция замещения, в результате которой также образуются дисульфиды:
{\displaystyle {\mathsf {2ArH+S_{2}Cl_{2}\rightarrow ArSSAr+2HCl}}}
Менее реакционноспособные ароматические углеводороды реагируют с дитиодихлоридом в присутствии хлорида алюминия. Так, реакция с бензолом сопровождается отщеплением серы и ведет к образованию дифенилсульфида:
{\displaystyle {\mathsf {S_{2}Cl_{2}+2C_{6}H_{6}\rightarrow (C_{6}H_{5})_{2}S+2HCl+S}}}

## Применение
В промышленности дитиодихлорид используется для производства дихлорида серы (и хлористого тионила, получаемого из дихлорида серы), тетрафторида серы.
Растворы серы в дитиодихлориде применяются для вулканизации каучуков в резины при низких температурах. Продукты конденсации дитиодихлорида с полиолами применяются в качестве добавок к смазочным маслам.
Взаимодействие дитиодихлорида с ароматическими аминами (1), ведущее к образованию циклических 1,2,3-бензодитиазолиевых солей (2) и их последующим гидролизом является препаративным методом синтеза 2-меркаптоанилинов являющихся сырьем в производстве тиоиндигоидных красителей (3, реакция Херца):